# Articollezione
Articollezione è una raccolta su CD degli Arti e Mestieri, pubblicato dalla Electromantic Music Records nel 2001.

## Il disco
La raccolta contiene brani registrati tra il 1972 ed il 1975 ad eccezione del pezzo Necropoli registrato nel 2001 all'Electromantic Synergy, si tratta di brani (inediti e versioni alternative di brani già pubblicati) che non furono inseriti negli albums Tilt e Giro di valzer per domani.

## Tracce
1. Scacco matto – 0:51 (Beppe Crovella, Gigi Venegoni, Arturo Vitale)
2. Glory – 2:45 (Gigi Venegoni, Giovanni Vigliar)
3. Young Man's Tale – 1:33 (Gigi Venegoni)
4. Necropoli – 6:28 (Gigi Venegoni)
5. Morning Rose – 3:00 (Gigi Venegoni, Giovanni Vigliar)
6. Night Trip – 1:26 (Gigi Venegoni, Giovanni Vigliar)
7. Gravità 9.81 – 2:50 (Gigi Venegoni)
8. Da Nord a Sud – 5:17 (Gigi Venegoni, Arturo Vitale, Beppe Crovella)
9. Silently Dancing – 4:00 (Gigi Venegoni, Giovanni Vigliar)
10. Comin' Here to Get You – 6:25 (Giovanni Vigliar)
11. Inside – 3:32 (Gigi Venegoni, Giovanni Vigliar)
12. Young Man's Tale - Part 2 – 2:30 (Gigi Venegoni)

## Musicisti
- Gigi Venegoni – chitarre, farfisa compact duo mellotronizzato
- Giovanni Vigliar – voce, violino, percussioni
- Beppe Crovella – tastiere, sintetizzatore (brano: Necropoli)
- Arturo Vitale – sassofoni
- Marco Gallesi – basso
- Furio Chirico – batteria, percussioni
- Max Bertola – voce, basso (brani: Glory e Morning Rose)
- Marco Cimino – sintetizzatore (brano: Necropoli)
- Corrado Trabuio – violino (brano: Necropoli)[1][3]